# Manchetbaankegelen

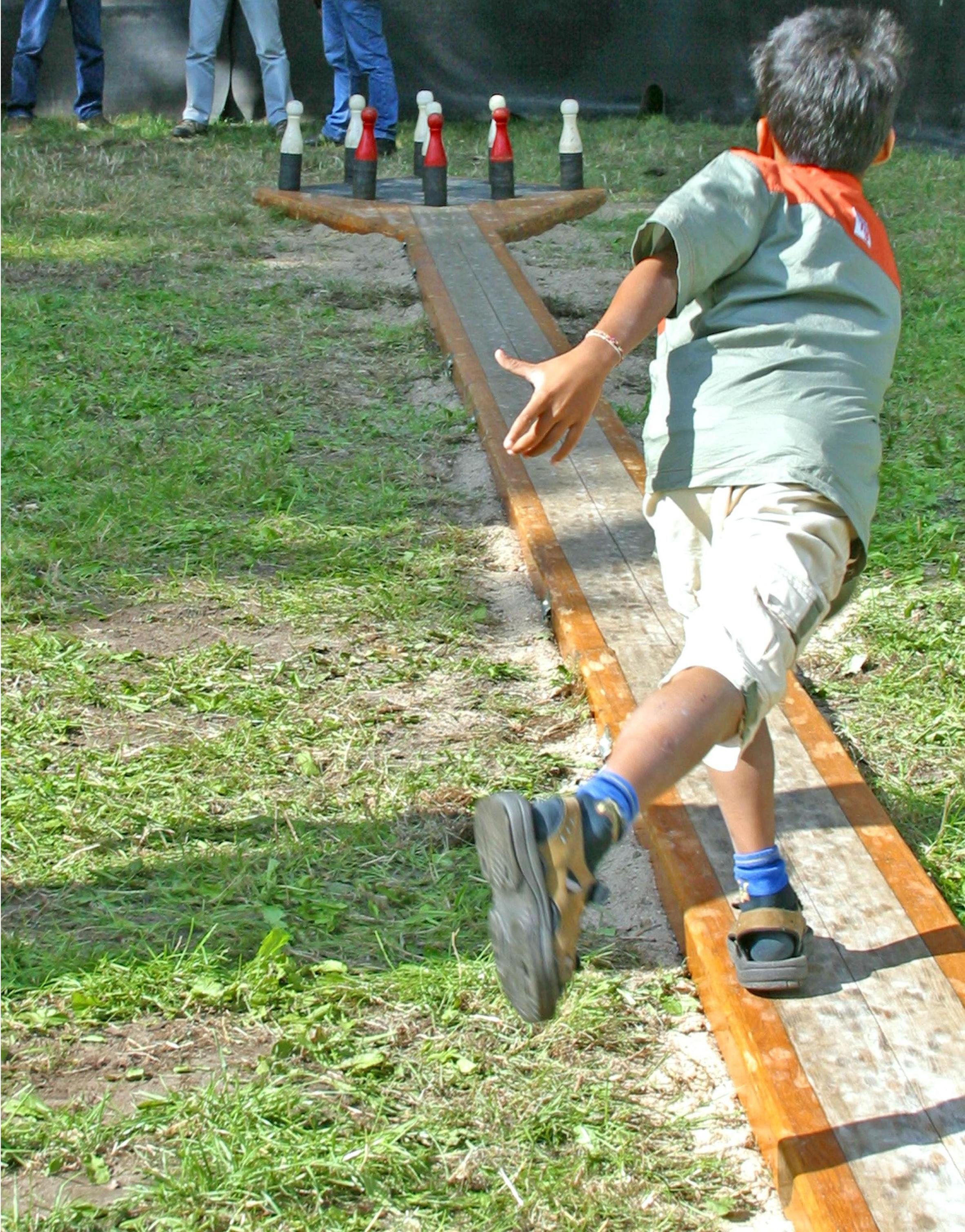
Manchetbaankegelen

Manchetbaankegelen is een variant van de kegelsport waarbij men een bol over een brede balk van ongeveer elf meter lang naar negen kegels rolt die in een ruit staan opgesteld.

## Geschiedenis
Net als vele andere traditionele sporten gaat ook het kegelen zeer ver terug in de geschiedenis. Daarvan getuigen bijvoorbeeld afbeeldingen in 13de-eeuwse manuscripten of de vermelding ervan in verbodsbepalingen. Bovendien is kegelen allicht het meest verspreide volksspel in Europa. Ook in Vlaanderen is het kegelen in verschillende vormen blijven voortleven. Eén van die varianten is het manchetbaankegelen.
Manchetbaankegelen of kegelen op de gladde baan is een variant van de kegelsport. Het manchetbaankegelen werd nooit landelijk of provinciaal gestructureerd en behield zo een lokaal karakter.

## Spel en materiaal
Bij manchetbaankegelen speelt men met een bol die voorzien is van een uitsparing voor de vier vingers en een voor de duim. Deze bol wordt over een brede balk van ongeveer elf meter lang naar negen kegels gerold. Deze grote kegels zijn ruitvormig opgesteld en staan vrij ver uit elkaar zodat maar uitzonderlijk acht of negen kegels in één worp worden omgegooid.

## Spelregels
Voor elke omvergeworpen kegel krijgt men één punt. Een worp is pas geldig als een van de drie voorste kegels omver gespeeld is. Om dit duidelijk te zien worden de drie voorste kegels gemerkt.
Op clubniveau is het bij kegelen gangbaar om voor potprijzen te spelen: elke speler levert een kleine vastgelegde bijdrage (ongeveer € 0,10 per deelnemer) en wie de meeste kegels omver gooit per speelbeurt, wint de potprijs die aan deze beurt verbonden is.

## Manchetbaankegelen in Vlaanderen
In de wintermaanden bekampen zes clubs elkaar sinds 15 jaar in een interclubcompetitie. Elke zomer (in juni) betwisten Limburgse, Antwerpse en Vlaams-Brabantse kegelaars het Vlaams Clubkegelkampioenschap waarbij de volgende editie ingericht wordt door de winnende club.